# AD Navyplane
El AD Navyplane fue diseñado por el Air Department (Departamento Aéreo) del Almirantazgo británico como avión de reconocimiento para su uso durante la Primera Guerra Mundial. El rendimiento del prototipo fue tan decepcionante que los planes para su producción se cancelaron casi de inmediato.

## Diseño y desarrollo
El Navyplane fue diseñado por Harold Bolas del Almirantazgo, con la ayuda de R.J. Mitchell de Supermarine. Era un hidroavión biplano propulsor en el que el piloto y el observador iban sentados por delante de las alas, en una góndola ligera y aerodinámica montada en el espacio entre los conjuntos de alas superiores e inferiores. Detrás de ellos se instaló un motor radial Smith Static y una hélice propulsora.
En 1916 se encargaron dos ejemplares para el Real Servicio Aéreo Naval (RNAS). Se asignaron matrículas a siete Navyplane (9095-96, N.1070-74), pero sólo se completó un prototipo (9095). Las pruebas de este prototipo construido por Supermarine comenzaron en agosto de 1916 (volado por el teniente comandante John Seddon), pero demostró estar muy falto de potencia y ser poco satisfactorio. El motor fue reemplazado por un motor rotativo Admiralty Rotary A.R.1 (que luego fue redesignado BR.1 por Bentley Rotary 1) y fue probado nuevamente en mayo de 1917. Sin embargo, incluso sin carga militar ni observador, el rendimiento del Navyplane resultó ser pobre y el diseño fue abandonado el 27 de agosto de 1917, sin que se produjera un segundo prototipo.
Supermarine intentó diseñar una versión mejorada para reemplazar al Short 184. El diseño, el Supermarine Patrol Seaplane, estaba propulsado por un motor Sunbeam de 149 kW (200 hp). Aunque se firmaron contratos para seis aeronaves, los trabajos se abandonaron antes de construir un prototipo; el Short 184 demostró ser adecuado para las tareas de patrulla.

## Especificaciones
Referencia datos: British Aeroplanes 1914-18 

### Características generales
- Tripulación: Dos (piloto y observador)
- Longitud: 8,5 m (27,7 ft) [2]
- Envergadura: 11 m (36 ft) [2]
- Altura: 3,9 m (12,7 ft) [2]
- Superficie alar: 33,4 m² (360 ft²)[2]
- Peso vacío: 952 kg (2098,2 lb) [2]
- Peso cargado: 1407 kg (3101 lb) [2]
- Planta motriz: 1× motor rotativo de 9 cilindros refrigerado por aire Bentley A.R.1[2].
  - Potencia: 110 kW (152 HP; 150 CV)

### Rendimiento
- Velocidad máxima operativa (Vno): 121 km/h (75 MPH; 65 kt) [2]
- Velocidad mínima controlable (Vmc): 58 km/h (36 MPH; 31 kt) [2]
- Alcance: 6 h
- Tiempo a altitud: 30 min para 610 m (2000 pies)

### Armamento
- Ametralladoras: 

  - 1x Lewis de 7,7 mm en montaje flexible para el observador
- Bombas: Provisión[4]